# ماریلیا مندونسا
ماریلیا مندونسا (پرتغالی: Marília Mendonça; ۲۲ ژوئیهٔ ۱۹۹۵ – ۵ نوامبر ۲۰۲۱) خواننده سرشناس و پرطرفدار اهل برزیل بود.

وی بین سال‌های ۲۰۱۱ تا ۲۰۲۱ میلادی فعالیت می‌کرد. او در سبک کانتری می‌خواند و یکی از نمادهای جنبش فمینیستی برزیل قلمداد می‌شد. مندونسا در سال ۲۰۱۹ برنده جایزه گرمی شد. در سال ۲۰۲۰ مردم برزیل بیش از هر خواننده دیگری به آثار او در اسپاتیفای گوش دادند.

ماریلیا مندونسا که برای برگزاری یک کنسرت عازم ایالت میناز ژرایس در جنوب شرقی این کشور بود، در سن ۲۶ سالگی، در سانحه هواپیما شخصی کوچک در یک منطقه کوهستانی در جنوب شرقی برزیل کشته شد. چهار نفر دیگر از جمله عمو و تهیه‌کننده او و دو خدمه هواپیما جان باختند.در پی این اتفاق نیمار ستاره برزیلی پاری سن ژرمن، شادی گل خود را به یاد خواننده معروف کشورش برگزار کرد که خبر مرگش، برزیلی‌ها را در شوک فرو برد.